# هارون وبحر القصص
هارون وبحر القصص (بالإنجليزية: Haroun and the Sea of Stories) هي رواية للأطفال من تأليف سلمان رشدي. وهي رواية رشدي الخامسة بعد رواية الآيات الشيطانية. تبدأ الرواية في مدينة قديمة جداً لدرجة ان اهلها قد نسوا اسمها.
وتتناول الرواية قضايا المجتمع المعاصرة خصوصاً في شبه القارة الهندية.